# Хара Аюмі
Хара Аюмі (яп. 原 歩; нар. 21 лютого 1979) — японська футболістка. Вона грала за збірну Японії.

## Клубна кар'єра
У 1993 році дебютувала в «Ніппон ТВ Белеза». В 2002 року вона перейшла до «Іґа Куноїті». У 2006 року підписала контракт з клубом «МЛАК Кобе Леонесса». Наприкінці сезону 2014 року вона завершила ігрову кар'єру.

## Виступи за збірну
Дебютувала у збірній Японії 17 травня 1998 року в поєдинку проти США. У складі японської збірної учасниця жіночого чемпіонату світу 1999 та 2007 років та Літніх олімпійських ігор 2008 року. З 1998 по 2008 рік зіграла 42 матчі та відзначилася 2-а голами в національній збірній.

## Статистика виступів
| Збірна Японії | Збірна Японії | Збірна Японії |
| Рік           | Матчі         | Голи          |
| ------------- | ------------- | ------------- |
| 1998          | 3             | 0             |
| 1999          | 12            | 1             |
| 2000          | 6             | 0             |
| 2001          | 4             | 0             |
| 2002          | 2             | 0             |
| 2003          | 0             | 0             |
| 2004          | 1             | 0             |
| 2005          | 1             | 0             |
| 2006          | 0             | 0             |
| 2007          | 5             | 0             |
| 2008          | 8             | 1             |
| Загалом       | 42            | 2             |